# Nässjö järnvägsmuseum

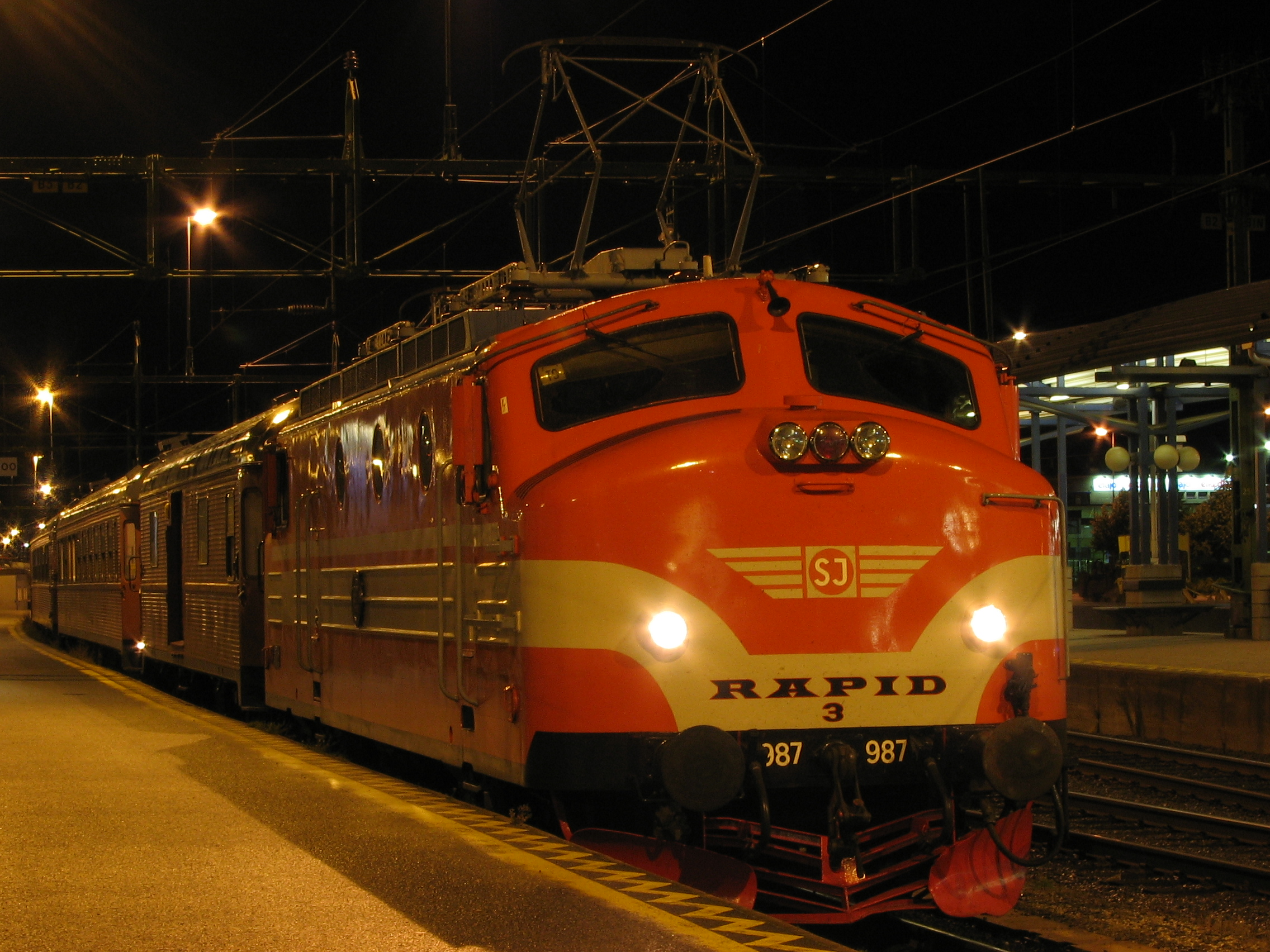
Nässjö Järnvägsmuseums rapidlok med 60-talsvagnar på stationen i Nässjö.

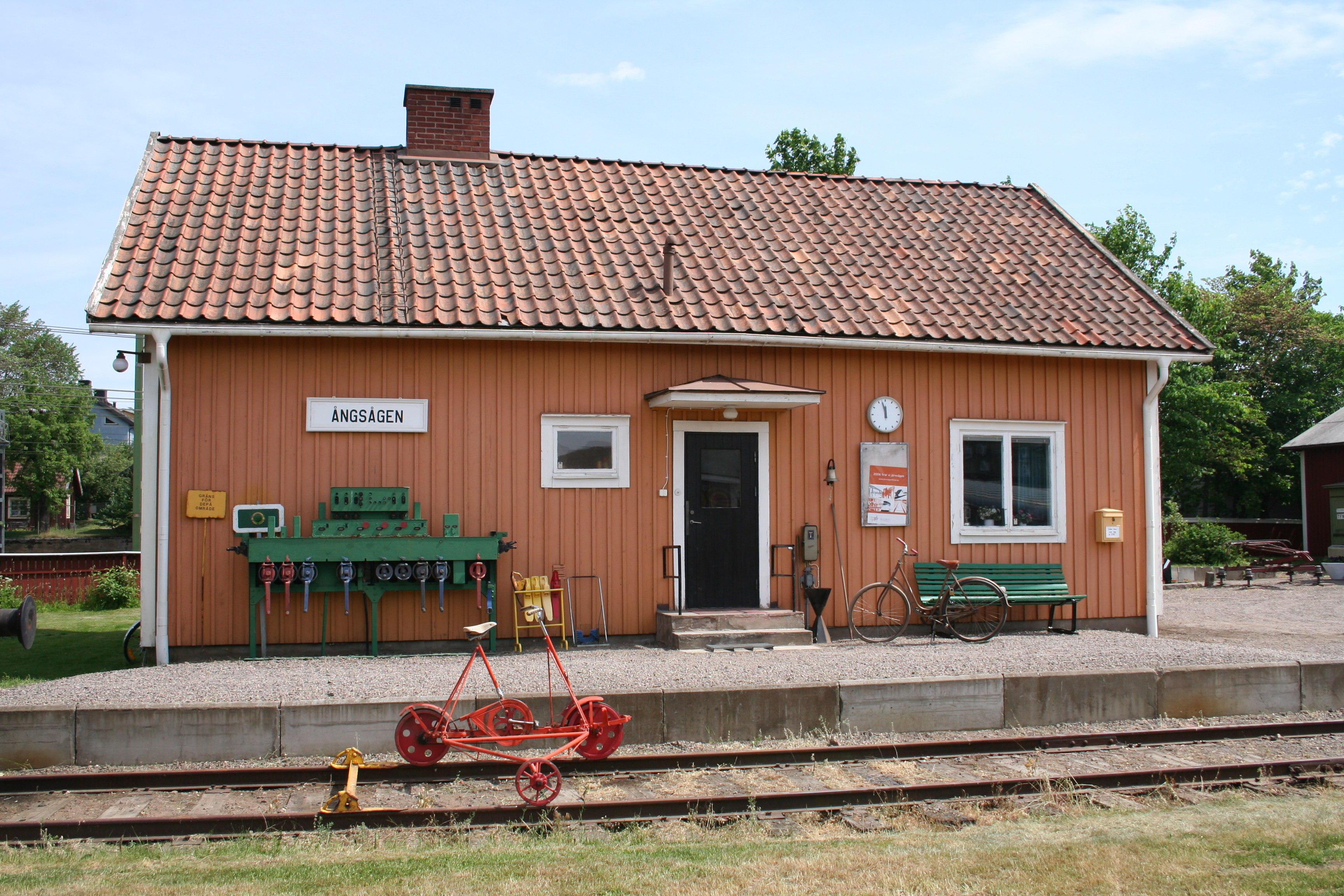
Huvudbyggnaden på föreningens museiområde i Nässjö, området går under namnet "Ångsågen".

Nässjö järnvägsmuseum, Brogatan 10, Nässjö. På museets område finns en utställning som visar järnvägens utveckling i Nässjö och de järnvägar som utgick därifrån. Här finns också en bangård där man kan beskåda lok och vagnar av olika slag, bland annat ångloket NOJ 33 (SJ L5 1778) från 1930-talet.
Man kör även resor till olika delar av landet, bland annat till Skåne och även uppåt landet, tågen dras oftast av ett rapidlok med 60-talsvagnar efter, både första och andra klass-vagnar samt restaurangvagn. På sträckor som saknar el över spåren så kör man oftast med ånglok eller diesellok.